# Abominog
| 평가 점수                        | 평가 점수 |
| 출처                             | 점수      |
| -------------------------------- | --------- |
| AllMusic                         | [ 1 ]     |
| Collector's Guide to Heavy Metal | 10/10     |

《Abominog》는 영국의 하드 록 밴드 유라이어 힙의 열네 번째 스튜디오 음반으로, 1982년 3월, 영국의 브론즈 레코드에서, 1982년 9월, 미국의 머큐리 레코드에서 발매되었다. 이 음반은 키보디스트 켄 헨슬리가 없는 첫 음반이었다. 이 음반은 비평가들로부터 호평을 받았고 상업적으로 꽤 성공적이었는데, 부분적으로 밴드가 그들의 사운드를 현대 스타일로 바꾸고 "더 효과적이고 더 팝 메탈 시대에 적합한 노력"을 전달했기 때문이다.
이 음반에는 그들의 마지막 미국 히트곡인 〈On the Rebound〉와 〈That's That That It Is〉가 수록되었다. 후자는 1980년대 그들의 가장 높은 차트의 싱글로, 록 차트에서 25위에 올랐다.
이 음반은 《Abominog Junior》라는 제목의 7인치 EP와 〈On the Rebound〉와 두 개의 비음반 트랙, 스몰 페이시스의 커버 〈Tin Soldier〉와 〈Son of a Bitch〉가 수록되었다.

## 라인업
이전의 라인업이 해체되었을 때, 기타리스트 믹 복스는 잠시 새로운 그룹을 결성하는 것을 고려했지만, 결국 힙이라는 이름으로 계속하기로 결정했다. 《Abominog》는 보컬리스트 피터 골비와 키보디스트 존 싱클레어가 참여한 세 개의 음반 중 첫 번째 음반이다. 이 음반은 또한 드러머 리 커슬레이크가 밴드로 복귀한 것을 의미하기도 한다. 커슬레이크와 함께 온 베이시스트 밥 데이즐리는 오지 오스본의 《Blizzard of Ozz》 시대 밴드로 샤론 오스본에 의해 해고되었다.

## 곡 목록
| #  | 제목                                  | 작사·작곡                                                   | 재생 시간 |
| -- | ------------------------------------- | ----------------------------------------------------------- | --------- |
| 1. | 〈Too Scared to Run〉                 | 믹 복스, 밥 데이즐리, 피터 골비, 리 커슬레이크, 존 싱클레어 | 3:49      |
| 2. | 〈Chasing Shadows〉                   | 복스, 데이즐리, 골비, 커슬레이크, 싱클레어                  | 4:39      |
| 3. | 〈On the Rebound〉                    | 러스 발라드                                                 | 3:14      |
| 4. | 〈Hot Night in a Cold Town〉          | 제프 쿠싱머레이, 리처드 리틀필드                            | 4:03      |
| 5. | 〈Running All Night (with the Lion)〉 | 게리 파, 복스, 데이즐리, 골비, 커슬레이크, 싱클레어         | 4:28      |

| #   | 제목                          | 작사·작곡                                  | 재생 시간 |
| --- | ----------------------------- | ------------------------------------------ | --------- |
| 6.  | 〈That's the Way That It Is〉 | 폴 블리스                                  | 4:06      |
| 7.  | 〈Prisoner〉                  | 제임스 랜스, D. B. 쿠퍼, 토니 리파레티     | 4:33      |
| 8.  | 〈Hot Persuasion〉            | 복스, 데이즐리, 골비, 커슬레이크, 싱클레어 | 3:48      |
| 9.  | 〈Sell Your Soul〉            | 복스, 데이즐리, 골비, 커슬레이크, 싱클레어 | 5:25      |
| 10. | 〈Think It Over〉             | 존 슬로먼, 트레버 볼더                     | 3:42      |